# Lioba Huss
Lioba Huss (geboren 1965 in Soest) ist eine deutsche Juristin, ehemalige Ministerialrätin und Richterin. Seit 2019 ist sie Vizepräsidentin des Landessozialgerichts Niedersachsen-Bremen. 2020 wurde sie zusätzlich für eine siebenjährige Amtsperiode zur Richterin am Niedersächsischen Staatsgerichtshof gewählt.

## Beruflicher Werdegang
Bis 1992 studierte Lioba Huss Rechtswissenschaften in Passau und Göttingen und absolvierte anschließend bis 1995 das Rechtsreferendariat im Bezirk des Oberlandesgerichts Celle. Sie arbeitete im Anschluss zunächst als Rechtsanwältin und war dann von 1996 bis 1998 Referentin im damaligen Frauenministerium des Landes Niedersachsen. ∙
1998 begann Lioba Huss als Richterin auf Probe ihren Dienst in der Sozialgerichtsbarkeit am Sozialgericht Hannover. Zur Richterin am Landessozialgericht Niedersachsen-Bremen wurde sie 2006 ernannt. Ab 2011 war sie als Präsidialrichterin I in der Verwaltung des Landessozialgericht für das richterliche Personal verantwortlich. 2015 trat sie das Amt der Vizepräsidentin des Sozialgerichts Hannover an, das sie bis 2016 innehatte. Im Anschluss wurde sie zur Ministerialrätin im Niedersächsischen Justizministerium ernannt, wo sie das Personalreferat leitete. 2018 kehrte sie zur  Sozialgerichtsbarkeit zurück, als sie zur Vorsitzenden Richterin am Landessozialgericht in Bremen ernannt wurde. Sie hatte den Vorsitz im 15. Senat, der unter anderem für den Bereich der Grundsicherung für Arbeitsuchende und des Rechts der sozialen Pflegeversicherung zuständig war.
Am 27. Juni 2019 wurde sie in ihr neues Amt als Vizepräsidentin des Landessozialgerichts Niedersachsen-Bremen eingeführt. Damit ist sie die erste Vizepräsidentin des Landessozialgerichts, die ihren Dienstort in Bremen hat. Zugleich leitet sie die Zweigstelle des Landessozialgerichts in Bremen. Dort sind bis zu 30 Personen tätig, davon 15 Richterinnen und Richter.
Am 30. Juni wurde Lioba Huss auf Vorschlag der SPD für die Amtszeit vom 5. Mai 2020 bis zum 4. Mai 2027 zur Richterin am Niedersächsischen Staatsgerichtshof gewählt.

## Engagement
Die Juristin engagiert sich für die Stärkung des Zusammenhalts der niedersächsisch-bremischen Sozialgerichtsbarkeit. Am 1. April 2002 hatte das Landessozialgericht Bremen und das Landessozialgericht Niedersachsen fusioniert.

## Privatleben
Lioba Huss ist verheiratet und hat zwei Kinder.

## Publikationen (Auswahl)
- Verfassungsauftrag Gleichberechtigung: Frauenförderung in der Kommune. Hannover, Niedersächsisches Frauenministerium 1997.